# Uni Arge
Uni Arge, född den 20 januari 1971 i Tórshavn på Färöarna, är en färöisk  musiker och före detta fotbollsspelare under flera år representerat Färöarnas herrlandslag i fotboll. 

## Fotbollskarriär

### Internationellt
Arge spelade 37 landskamper och gjorde åtta mål för Färöarna, detta placerar han trea på listan över de som gjort flest landskampsmål för Färöarna. I april 1993 i VM-kvalmatchen mot Cypern sköt han in Färöarnas första landslagsmål i ett VM-kval någonsin.

### Klubblag
Under i stort sett hela karriären som fotbollsspelare representerade Arge det färöiska klubblaget Havnar Bóltfelag. Han hade dock kortare sejourer i de isländska klubbarna Leiftur Ólafsfjörður (1998) och Íþróttabandalag Akraness (2000).

## Diskografi
Arge lanserade sitt första soloalbum "Mitt í sjónum" 2007 och har därefter släppt albumen, "Meldurtíð" (2009) och "Meðan vindurin strýkur" (2014).